# أليسا ناكين (مدربة بيسبول)
أليسا ميشيل ناكين (من مواليد 13 يونيو 1990) هي مدربة بيسبول أمريكية محترفة لفريق سان فرانسيسكو جاينتس في دوري البيسبول الرئيسي MLB. تعتبر أليسا أول مدربة بدوام كامل في تاريخ دوري البيسبول الرئيسي، وأول من درب على أرض الملعب خلال إحدى مباريات الدوري الكبرى. كما كانت في عام 2014 مدربة تحليلية لفريق سان فرانسيسكو جاينتس خلال فترة ما بعد الموسم، وفازت ببطولة العالم. التحقت أليسا بجامعة ولاية كاليفورنيا في ساكرامنتو، حيث لعبت الكرة اللينة في الكلية.

## حياتها المبكرة
وُلدت أليسا في وودلاند بكاليفورنيا، وتخرجت من مدرسة وودلاند الثانوية في عام 2008. لعبت أليسا الكرة اللينة وكرة السلة والكرة الطائرة في المدرسة الثانوية.
التحقت أليسا بجامعة ولاية كاليفورنيا في سكرامنتو، حيث لعبت الكرة اللينة في فريق الجامعة لفريق سكرامنتو ستيت هورنتس كأول لاعبة أساسية. امتلكت أليسا معدل ضرب بلغ 0.304 و ترشحت في بطولة عموم ساحل المحيط الهادئ للكرة اللينة طوال السنوات الأربع من عام 2009 حتى عام 2012. كما حصلت على جائزة أفضل طالب رياضي في بطولة عام 2012. تخرجت أليسا بدرجة البكالوريوس في علم النفس.

## الحياة المهنية
انضمت أليسا ناكين إلى قسم البيسبول في سان فرانسيسكو جاينتس كمتدربة في عام 2014. وعملت مع الفريق في برامج الصحة والعافية. وحصلت في عام 2015 على درجة الماجستير في الإدارة الرياضية من جامعة سان فرانسيسكو، حيث عملت أيضًا كرئيسة قسم المعلومات لفريق البيسبول. قام الفريق بترقيتها إلى الجهاز الفني للدوري الرئيسي كمدرب مساعد في يناير 2020، مما يجعلها أول مدربة بدوام كامل في تاريخ الدوري الرئيسي.
أصبحت أليسا في 20 يوليو 2020 أول امرأة تدرب على أرض الملعب في إحدى مباريات دوري البيسبول الكبرى، أثناء اللعب الاستعراضي. وأصبحت أول مدرب أساسي لمباراة فريق جاينتس ضد أوكلاند أثلاتكس. فاز فريقها بنتيجة 6-2. أُرسل قميصها من تلك المباراة إلى قاعة مشاهير البيسبول الوطنية والمتحف. واصلت أليسا تدريبها في عام 2021
أصبحت أليسا أول امرأة تدرب على أرض الملعب في مباراة عادية بالدوري الرئيسي في 12 أبريل 2022، عندما استبدلها فريق جاينتس في المباراة كأول مدرب أساسي بعد طرد أنطوان ريتشاردسون خلال الجزء العلوي من الشوط الثالث من مباراة ضد سان دييغو بادريس.
تقدمت أليسا في عام 2023 لمنصب إداري مع فريق سان فرانسيسكو جاينتس، مما يجعلها أول امرأة تجري مقابلة للالتحاق بأي منصب إداري مع فريق في دوري البيسبول الرئيسي.

## الحياة الشخصية
تزوجت أليسا من روبرت أبيل، وهو أيضًا مدرب في مدرسة البيسبول التي أسسها في عام 2019.